# Frontière entre la Bulgarie et la Macédoine du Nord
 (janvier 2024).
Si vous disposez d'ouvrages ou d'articles de référence ou si vous connaissez des sites web de qualité traitant du thème abordé ici, merci de compléter l'article en donnant les références utiles à sa vérifiabilité et en les liant à la section « Notes et références ».

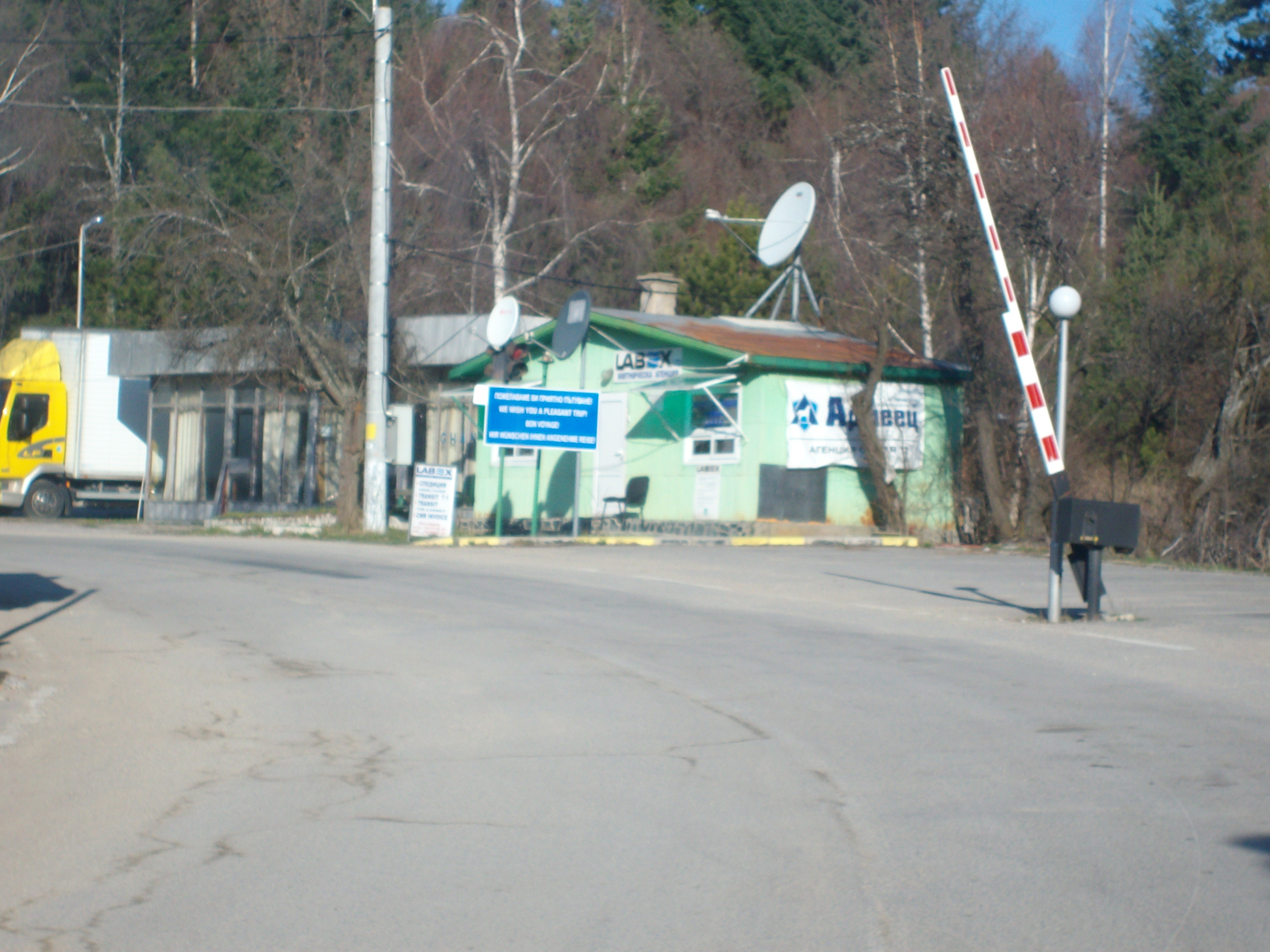
Le poste-frontière de Stanke Lisichkovo en 2011.

La frontière entre la Bulgarie la Macédoine du Nord est la frontière terrestre séparant la Bulgarie et la Macédoine du Nord.
D'une longueur de 162 km, au nord elle part du tripoint entre la Bulgarie, la Serbie et la Macédoine du Nord en direction du sud-ouest à travers le massif de Velbăžd (1193 m) et du Deve Bair (1192 m) à l'ouest de la ville de Djouchevo (en Bulgarie). Elle passe par le pic Rujen (2256 m d'altitude) et la plaine d'Osogovo. À la passe de Delčevski (1302 m) dans le massif de Vlahina (à l'ouest de Blagoevgrad en Bulgarie), le tracé prend la direction du sud passant par le sommet de Cinghina (1744 m) et par la plaine de Malechevska. Dans la vallée de l'Ograżden, le tracé traverse la rivière Stroumitsa pour arriver au tripont entre la Macédoine du Nord, la Bulgarie et la Grèce au mont Tumba (1880 m) dans le massif de Belachitsa.